# Скуби-Ду и виж кой друг!
„Скуби-Ду и виж кой друг!“ (на английски: Scooby-Doo and Guess Who?) е американски анимационен телевизионен сериал, продуциран от Warner Bros. Animation и е тринадесетото въплъщение от поредицата „Скуби-Ду“. Продуцент на сериала е Крис Бейли.
Сериалът се излъчва премиерно по стрийминг услугата на Boomerang на 27 юни 2019 г., преди да направи своя линеен дебют по Cartoon Network на 8 юли 2019 г. и по телевизионния канал Boomerang на 1 октомври 2020 г. Сериалът е преместен по HBO Max и епизодите на втория сезон са пуснати на 1 октомври 2021 г.

## Озвучаващ състав
| Изпълнител   | Роля                 |
| ------------ | -------------------- |
| Франк Уелкър | Скуби-Ду Фред Джоунс |
| Матю Лилард  | Шаги Роджърс         |
| Грей Грифин  | Дафни Блейк          |
| Кейт Микучи  | Велма Динкли         |

## В България
В България сериалът започва излъчване по Cartoon Network през 2021 г. с български нахсинхронен дублаж.
| Роля           | Изпълнител            |
| -------------- | --------------------- |
| Скуби-Ду       | Георги Спасов         |
| Шаги Роджърс   | Георги Стоянов        |
| Фред Джоунс    | Радослав Рачев        |
| Дафни Блейк    | Златина Тасева        |
| Велма Динкли   | Яница Маслинкова      |
| Морган Фрийман | Росен Пенчев          |
| Луси Лиу       | Десислава Знаменова   |
| Шер            | Елисавета Господинова |

| Обработка           | студио „Про Филмс“                   |
| ------------------- | ------------------------------------ |
| Режисьор на дублажа | Анна Тодорова                        |
| Преводачи           | Деница Цветанова Димана Воденичарска |